# Acanthoscurria natalensis
Acanthoscurria natalensis är en spindelart som beskrevs av Chamberlin 1917. Acanthoscurria natalensis ingår i släktet Acanthoscurria och familjen fågelspindlar. Inga underarter finns listade i Catalogue of Life.